# Simulium plumbeum
Simulium plumbeum är en tvåvingeart som beskrevs av Krueger 2006. Simulium plumbeum ingår i släktet Simulium och familjen knott.
Artens utbredningsområde är Tanzania. Inga underarter finns listade i Catalogue of Life.